# جزيرة بيتوندان الصغرى
جزيرة بيتوندان الصغرى وهي جزيرة من جزر إندونيسيا، تتبع بولاو سيريبو في إقليم جاكارتا.